# Rémy Boullé
Pour les articles homonymes, voir Boullé.
Rémy Boullé, né le 20 juin 1988 à Lure, est un kayakiste handisport français à la fois spécialiste dans la compétition de sprint que le marathon. L'athlète exerce à la Défense, au CNSD de Fontainebleau. Médaillé de bronze sur le 200 mètres KL1 discipline où les athlètes ne peuvent se servir ni de leurs jambes, ni de leur tronc et uniquement de leurs bras et épaules, aux Jeux paralympiques d'été de 2020 à Tokyo. Le 10 juillet 2024, il participe au portage de la flamme olympique à Orléans.

## Biographie
Rémy Boullé est ancien Commandos parachutistes de l'air, ex membre de l’équipe de France de parachutisme ; il participe à plusieurs opérations militaires extérieures en Afghanistan, au Mali, au Niger ou encore au Tchad.
À l’âge de 26 ans, il devient paraplégique à la suite d'un accident de parachutisme, au cours d’un entrainement. Sa voile principale ne s'est pas déployée et il subit une chute de 500 mètres. Après huit mois d'hospitalisation à l’hôpital Percy, il se fixe l'objectif de participer aux Jeux Paralympiques de Rio, où le la discipline du paracanoë est inscrite pour la première fois au programme.
En mai 2016, il est sélectionné en équipe de France pour les championnats du monde ICF de paracanoë de Duisburg, où il obtient la 8ème place, synonyme de qualification. Qualifié dès les séries, il finit cinquième de la finale en 52,084 secondes, soit une seconde derrière le Polonais Jakub Tokarz. Il devient vice-champion d'Europe KL1 2016 à Moscou derrière le Hongrois Róbert Suba.
En 2017, il obtient sa première victoire  en Coupe du monde à Szeged puis finit cinquième des Championnats d'Europe 2017. Aux championnats du monde, il passe tout juste par la demi-finale de repêchage et termine avant-dernier de la finale. En septembre, il participe aux Invictus Games à Toronto où il obtient plusieurs médailles en para-cyclisme: le bronze au contre la montre à vélo et l’argent dans le critérium vélo à mains. Pour les championnats d'Europe de 2018, il est médaillé de bronze. L'année suivante, il ne monte pas sur le podium ni celui des Championnats d'Europe, classé 6e), ni celui des Championnats du monde où il arrive 7e.
Pour ses deuxièmes Jeux Olypiques paralympiques, Rémy Boullé est qualifié pour les Jeux paralympiques de Tokyo reportés en 2021 : il termine deuxième de sa série du 200m KL1 puis remporte une médaille de bronze en finale. Le sportif est médaillé de bronze aux Championnats d'Europe de course en ligne de canoë-kayak 2022 à Munich et aux Championnats du monde de course en ligne de canoë-kayak de 2022 à Dartmouth.
L'athlète français est médaillé d'argent aux Championnats du monde de course en ligne de canoë-kayak de 2023 à Duisbourg et aux Championnats d'Europe de course en ligne de canoë-kayak de 2023 à Montemor-o-Velho. Il est médaillé d'or aux Championnats d'Europe de course en ligne de canoë-kayak 2024 à Szeged.
Pour l'édition des jeux 2024 à Paris, il participe à ses troisièmes paralympiques, obtenant la médaille de bronze sur 200 mètres en KL1.

## Décorations militaires et sportives

### Récompenses et citations honnorifiques
- Médaille militaire le 14 septembre 2015[11] : Boullé (Rémy) caporal-chef ; 9 ans de services. Grièvement blessé dans l'accomplissement de son devoir le 4 septembre 2014.
- Chevalier de l'ordre nationale du Mérite le 8 septembre 2021[12].
- Croix de la Valeur militaire avec étoile de bronze (citation à l'ordre du régiment)[13].
- Croix du combattant[13]
- Médaille d'outre-mer[13]
- Médaille de la Défense nationale, argent[13]
- Médaille de la jeunesse, des sports et de l'engagement associatif, or[13]
- Médaille de la reconnaissance de la Nation[13]